# Кабліська сільська рада
Ка́бліська сільська рада (ест. Kabli külanõukogu, рос. Каблиский сельский совет) — сільська рада в Естонській РСР, адміністративно-територіальна одиниця в складі повіту Пярнумаа (1945—1950), Кілінґі-Ниммеського району (1950—1959), Пярнуського міського округу (1959—1962) та Пярнуського району (1962—1971).

## Географічні дані
Кабліська сільська рада розташовувалася в південній частині Пярнуського району.
Площа сільради 1970 року складала 129 км2.
1959 року населення, що мешкало на території сільради, становило 1669 осіб, 1970-го — 1386 осіб.

## Населені пункти
У 1970 році Кабліській сільській раді підпорядковувалися населені пункти:
колонія Ікла (Ikla asund), поселення Ікла (Ikla asundus), села: Каблі I, II, III (Kabli I, II, III), Кіусуметса (Kiusumetsa), Крундікюла (Krundiküla), Кура (Kura), Лойґу (Loigu), Маяка (Majaka), Метсакюла (Metsaküla), Мурру (Murru), Мийзакюла І, II (Mõisaküla I, II), Пену (Penu), Пійрі (Piiri), Ранна (Ranna), Ряеґу (Räägu).

## Історія
16 серпня 1945 року на території волості Орайие в Пярнуському повіті утворена Кабліська сільська рада з центром у селі Каблі.
26 вересня 1950 року, після скасування в Естонській РСР повітового та волосного поділу, сільська рада ввійшла до складу новоутвореного Кілінґі-Ниммеського сільського району. 17 червня 1954 року в процесі укрупнення сільських рад Естонської РСР до сільради приєднана територія скасованої Орайиеської сільської ради
24 січня 1959 року після ліквідації Кілінґі-Ниммеського району Кабліська сільрада передана в підпорядкування Пярнуській міській раді. 21 грудня 1962 року сільрада ввійшла до складу відновленого Пярнуського району.
10 березня 1971 року Кабліська сільська рада ліквідована, її територія склала південну частину Гяедемеестеської сільської ради Пярнуського району.